# David Ohle
David Ohle (New Orleans, 1941) è uno scrittore statunitense, romanziere e docente presso l'Università del Kansas.
Dopo aver conseguito la laurea magistrale presso la KU, insegnò presso l'Università del Texas ad Austin dal 1975 al 1984. Nel 2002 iniziò a tenere corsi di scrittura creativa e sceneggiatura come docente part-time, sempre presso l'Università del Kansas. I suoi racconti sono apparsi su Esquire, Transatlantic Review, Paris Review e Harper's, tra le altre riviste.
Anche se rimasto fuori stampa per oltre trent'anni, il suo primo romanzo Motorman (inizialmente pubblicato nel 1972) assunse negli anni le dimensioni di fenomeno di culto: ne fu perpetrata la diffusione tramite fotocopie, continuando a esercitare un'influenza determinante per un'intera generazione di scrittori americani, fra cui Shelley Jackson e Ben Marcus.
I suoi successivi romanzi The Age of Sinatra (2004), The Pisstown Chaos (2008), The Old Reactor (2013) e The Blast (2014) si svolgono nella stessa ambientazione distopica di Motorman. La narrativa di Ohle è spesso descritta come strana, surreale e sperimentale. Le sue influenze includono Leonora Carrington, Philip K. Dick, Flann O'Brien e Raymond Roussel.

## Lavori

### Fiction
- Motorman (1972, terza ristampa per Calamari Press nel 2004)
- L'era di Sinatra (The Age of Sinatra, 2004)
- The Pisstown Chaos (2008)
- Boons & The Camp (2009, Calamari Press)
- The Devil in Kansas (2012)
- The Old Reactor (2013)
- The Blast (2014, Calamari Press)

### Saggistica
- The City Moon (un falso giornale di cui curò la pubblicazione con Roger Martin dal 1973 al 1985)
- Le mucche sono pazze quando ti guardano: una storia orale dei raccoglitori di canapa della Kaw Valley (1991)
- Maledetto dalla nascita: La vita breve e infelice di William S. Burroughs, Jr. (2006)

## Interviste
- con JA Tyler, rivista BOMB Archiviato il 10 agosto 2015 in Internet Archive.